# Спасение (фильм, 2014)
«Спасение» (англ. The Salvation) — датский фильм 2014 года в жанре вестерн. Режиссёр — Кристиан Левринг, главные роли исполнили Мадс Миккельсен, Джеффри Дин Морган и Ева Грин.

## Сюжет
Действие происходит в 1870-е годы на американском Диком Западе. 
Йон, бывший датский солдат и ветеран войны с Пруссией, эмигрирует с братом Петером в Америку, где покупает ранчо близ городка Блэк-Крик. Обустроившись на новом месте, он вызывает к себе из Европы свою семью. Но на дилижанс, в котором они едут к себе домой, нападают двое вооружённых бандитов, насилующих жену и убивающих юного сына Йона. Вооружившись ружьём охранника, датчанин выслеживает и убивает обидчиков, возвратившись домой с телами своих близких. 
Однако один из убитых оказывается родным братом заправилы местных гангстеров Деларю, бывшего полковника и ветерана Гражданской войны, для которого нет ничего святого. Разъяренный главарь банды сначала навещает подконтрольный ему Блэк-Крик, застрелив для устрашения нескольких его ни в чём не повинных жителей, а затем предъявляет шерифу и мэру ультиматум: в кратчайший срок найти убийцу его брата.
Неосторожные датчане приезжают в город, после чего оказываются в лапах местных коррумпированных властей, тут же выдающих Йона банде. Похоронив брата, Деларю приговаривает последнего к жестокой казни, даже не выслушав оправданий, и лишь молодая любовница убитого Мэдлин по прозвищу Принцесса, которой в детстве пленившие её индейцы вырезали язык, проникается к пленнику некоторым сочувствием.
Знающие об истинных мотивах Йона, но запуганные преступниками горожане деморализованы и неспособны самостоятельно сопротивляться Деларю, за которым стоит тайно скупающая земли местных фермеров могущественная нефтяная компания. И далеко не христианский поступок, по их наивным убеждениям, должен стать их «спасением». 
Но настоящее спасение приходит лишь тогда, когда Йону, вырвавшемуся из ловушки ценою жизни родного брата, удаётся сначала чудом выжить, а затем, используя свои военные навыки и заручившись поддержкой юного торговца Войчека и Мэдлин, расправиться с шайкой Деларю, методично перебив сначала всех его подручных, а затем отправив на тот свет и самого предводителя…

## Съёмки
Съёмки фильма проходили в ЮАР. Специально для них там были построены максимально аутентичные декорации, создающие некий собирательный и во многом условный образ ранних поселений на Диком Западе. Название «Блэк-Крик» носят в Соединённых Штатах несколько городов, расположенных в штатах Висконсин, Северная Каролина, Пенсильвания, Огайо и др., ни один из которых не может быть отождествлён с фигурирующим в фильме посёлком.

## В ролях
| Актёр                | Роль              |
| -------------------- | ----------------- |
| Мадс Миккельсен      | Йон               |
| Джеффри Дин Морган   | Деларю            |
| Ева Грин             | Мэдлин            |
| Майкл Реймонд-Джеймс | Пол               |
| Джонатан Прайс       | Кин               |
| Микаэль Персбрандт   | Петер             |
| Шон Кэмерон Майкл    | Лестер            |
| Лэнгли Кирквуд       | Мужчина с бородой |
| Александр Арнольд    | Войчек            |
| Токе Ларс Бьярке     | Кристен           |
| Роберт Хоббс         | Сильвертут        |
| Грант Суэнби         | безногий Джо      |
| Адам Нилл            | мистер Брэдли     |
| Ник Борэйн           | Мужчина с сигарой |
| Сиван Рафаэли        | миссис Дельгадо   |
| Эрик Кантона         | Корсиканец        |

## Отзывы критиков
Фильм впервые демонстрировался на ночном показе в ходе Каннского кинофестиваля 2014 года. Критик немецкого портала Kino-zeit.de Беатрис Бен пишет о нём, как о классическом вестерне без особых изысков, полном концептуальных цитат из знаменитых лент Роберта Родригеса и Серджо Леоне (критик журнала Variety Питер Дебрюж со своей стороны определяет их как «множество клише», а критик Hollywood Reporter Тодд Маккарти — как «полный короб классических архетипов вестерна»). Бен отмечает удачную игру как Мадса Миккельсена — исполнителя главной роли, — так и Евы Грин, играющей Принцессу — немую любовницу убитого бандита, на которую положил глаз Деларю. 
Тодд Маккарти положительно отзывается как о музыке, монтаже и кастинге, так и об игре не только Миккельсена, но и исполнителей ролей Деларю и Петера — брата Йона, — а в журнале Variety игра Грин удостоилась восторженных эпитетов и сравнивается с Хеленой Бонэм Картер. В целом, по словам Питера Дебрюжа, «Спасение» хотя и не может конкурировать с «Непрощённым», легко достигает уровня «Быстрого и мёртвого» и превосходит все прежние датские вестерны, включая «Догвилль» Ларса фон Триера.